# Марр, Николай Яковлевич
Никола́й Я́ковлевич Марр (груз. ნიკოლოზ იაკობის ძე მარი; 25 декабря 1864 (6 января 1865), Кутаис — 20 декабря 1934, Ленинград) — грузинский, российский и советский востоковед и кавказовед, филолог, историк, этнограф и археолог, академик Императорской академии наук (1912), затем академик и вице-президент АН СССР. После революции 1917 года получил громкую известность как создатель «нового учения о языке», или «яфетической теории».

## Востоковедение
Сын шотландца Якова Марра (James Montague Marr; 1793—1874), жившего на Кавказе и основавшего Кутаисский ботанический сад, и грузинки Агафии Магуларии; родным языком Марра был грузинский, на практическом уровне владел также многими другими языками Европы и Кавказа, проявив страсть к их изучению ещё в школьные годы. Окончив гимназию в Кутаисе, переехал в Петербург, где прожил до конца жизни.
В Петербургском университете одновременно занимался на всех отделениях Восточного факультета, изучив, таким образом, все преподававшиеся на факультете восточные языки. В 1888 году окончил университет и вскоре стал одним из самых заметных российских востоковедов рубежа веков.
Внёс большой вклад в историю, археологию и этнографию Грузии и Армении, опубликовав много древнегрузинских и древнеармянских текстов и надписей, проведя раскопки ряда древних городов и монастырей Кавказа (основные его работы проведены на протяжении нескольких десятилетий в древнем городе Ани; материалы экспедиции в большинстве утрачены в 1917—1918 годах, поэтому анийские публикации Марра получили значение первоисточника).
По оценке А. В. Арциховского:

Грандиозные раскопки в Ани доказывают его всегдашнее пренебрежение к историческим источникам вообще, к археологическим в особенности. Публикации анийских материалов в этом отношении показательны. Не изучены и не изданы многочисленные найденные при раскопках вещи. Ни орудия труда, ни оружие, ни украшения, ни посуда, — ничто не удостаивается внимания Марра; он только иногда бегло упоминает об этих находках без описаний. Даже встреченные в Ани ремесленные мастерские не описаны… Вещественных находок, как и во всех городах, было много, но он их выбросил. Судя по беглым упоминаниям в отчётах, анийские слои чрезвычайно насыщены вещами. Отчёты Марр посвящал открытым при раскопках зданиям, но и то почти никогда не давал чертежей. Столь же показательно полное невнимание к стратиграфии. Слои многослойного городища не изучены, и хронологические соотношения зданий поэтому не выяснены. Тем самым и описания этих зданий становятся бесцельными, а больше ничего в анийских отчётах нет.

В 1902 году в Иерусалиме открыл книгу Георгия Мерчули «Житие Григория Хандзтели». Создатель армянской и грузинской национальных школ востоковедения, подготовил большое число специалистов; среди его учеников были такие учёные, как И. А. Джавахишвили, И. А. Орбели, А. А. Калантар, А. Г. Шанидзе.
Имя Марра окружено бо́льшим почитанием в Армении, чем в родной Грузии. С грузинскими филологами (в том числе собственными учениками) у Марра неоднократно происходили конфликты, что было связано с культурно-политическими взглядами Марра (отрицавшего политическую самостоятельность Грузии, поддерживавшего создание ЗСФСР, требовавшего, чтобы Тбилисский университет был общекавказским), а впоследствии и с общим неприятием наиболее авторитетными из грузинских учеников Марра[кем?] «яфетической теории». Впрочем, и в Армении «новое учение о языке» (в отличие от ранних работ Марра по арменистике) не пользовалось популярностью, а во время антимарристской дискуссии 1950 года среди наиболее заметных оппонентов Марра были как грузин А. С. Чикобава, так и армянин Г. А. Капанцян.

Профессор (1902) и декан (1911, избран сотрудниками) Восточного факультета Петербургского университета. C 1909 года — в Академии наук: адъюнкт по Историко-филологическому отделению АН (литература и история азиатских народов) с 7 марта 1909 года, экстраординарный академик с 14 января 1912 года, ординарный академик с 1 июля 1912 года. Церковный староста. В университетском совете блокировался с правыми профессорами. С 1914 года — действительный статский советник.
- Раскопки у Анчийского монастыря, 1903
- Раскопки в древнем армянском городе Ани, 1905 (1906)
- Экспедиция в Ани, 1912
- Раскопки на северо-восточном склоне Ванской скалы под руководством Марра и И.А. Орбели, 1916

## Ранние лингвистические работы
В 1908 году издал грамматику древнеармянского языка (грабара), а в 1910 — работу «Грамматика чанского (лазского) языка с хрестоматиею и словарём», высоко оценённые специалистами.
В самом начале научной деятельности, в 1880-е годы, заинтересовался вопросами генетической связи языков Кавказа (в частности, картвельских, к которым относятся и лазский, и его родной грузинский) и выдвинул ряд гипотез о родстве их с семитскими и баскским (публикация о семитско-картвельских связях — 1908). Общим ярлыком для предполагаемой языковой семьи стал введённый Марром термин «яфетические языки», по имени Иафета, сына Ноя; впоследствии содержание этого понятия в трудах Марра и его последователей сильно менялось (в 1920-е годы Марр уже фактически в любом языке, с которым знакомился — от чувашского до кабильского — обнаруживал «яфетический элемент»).
Несоответствие ранних гипотез Марра накопленным к тому времени данным сравнительно-исторического языкознания (ещё в 1894 году во время поездки Марра во Францию его гипотезы резко критиковал Антуан Мейе) привело его к мысли о несостоятельности самой сравнительно-исторической теории и — шире — современного ему западноевропейского языкознания; эти идеи окрепли и усилились у него после революции. В своей критике младограмматизма (господствовавшего тогда лингвистического направления) Марр указал на важность типологического и социолингвистического подхода к изучению языковых фактов.

## Новое учение о языке
Марр не имел лингвистического образования, в тогдашнее время отделённого от востоковедческого, что не позволяло ему осуществить научную проверку своих априорных гипотез. Он владел большим числом языков на практическом уровне, но знал полную историю только картвельских языков и абхазского, тогда как фактически игнорировал хорошо исследованную в то время историю индоевропейских и тюркских языков.
Первая мировая война и революция оторвали Марра от работы в археологических экспедициях на Кавказе, что стимулировало его теоретическую деятельность. В созданном им «новом учении о языке» («яфетической теории»), с которым он выступил в ноябре 1923 года, явно преобладают совершенно ненаучные, непроверяемые утверждения, такие как происхождение всех языков от «четырёх элементов», идея «яфетических языков» как некой не генетической, а социально-классовой общности и тому подобное. Среди этих идей, изложенных сбивчиво и непоследовательно, с рядом крайне тёмных пассажей (некоторые современники, от Н. С. Трубецкого до И. М. Дьяконова, и исследователи допускают, что Марр в 1920-е годы психически заболел; ряд невротических странностей в его поведении отмечался ещё в бытность учеником кутаисской гимназии), крайне сложно, хотя и возможно, выделить некоторые здравые утверждения.
С 1928 года начал усиленно сближать свою теорию с марксизмом, хотя до революции левых взглядов не проявлял; в частности, появилась идея о языке как «надстройке» над социально-экономическими отношениями, отражающим стадии развития общества (рабовладельческую, феодальную и т. п.); традиционная индоевропеистика была объявлена им буржуазной наукой.
Был единственным членом дореволюционной Императорской Академии Наук, вступившим в Коммунистическую партию (1930, причём принят без кандидатского стажа, что было крайне редким явлением). Незадолго до вступления в партию Марр выступал с речью от учёных на XVI съезде ВКП(б), непосредственно после речи Сталина (который включил в свой доклад ряд положений Марра).
Есть свидетельства современников о том, что подобная политика Марра была связана прежде всего с карьерными соображениями, хотя успех его идей поддерживался и созвучной эпохе революционностью и амбициозностью («в мировом масштабе» — любимая формула Марра).
Теория Марра в конце 1920-х годов получила официальную поддержку и до 1950 года пропагандировалась как «подлинно марксистское» языкознание, а критики её подвергались систематическим проработкам и даже репрессиям, что значительно затормозило развитие лингвистики в СССР.

## На вершине почёта
В 1920—1930-е годы Н. Я. Марр пользовался большим авторитетом среди интеллигенции (в том числе и некоторых профессиональных лингвистов), привлекаемой масштабом его идей, постановкой многих новых задач, яркой личностью (влияние марризма было сильнее в Ленинграде, где он жил, чем в других научных центрах). Большое влияние Марр оказал также на многих, занимавшихся проблемами этногенеза и мифологии культурологов и литературоведов, в том числе О. М. Фрейденберг, которая испытывала к учителю почти религиозное чувство (впоследствии разгром марризма в лингвистике лишил её работы). Эйзенштейн вместе с Марром и Выготским планировали открыть творческую научную лабораторию по изучению способов и механизмов восприятия, древнего «пралогического сознания» и его влияние на кино и сознание масс.
Основал в Петрограде Яфетический институт (1921), впоследствии Институт языка и мышления им. Н. Я. Марра (ныне Институт лингвистических исследований РАН в Петербурге и Институт языкознания РАН в Москве), в 1926—1930 годах одновременно был директором Ленинградской публичной библиотеки. 3 марта 1930 года избран вице-президентом АН СССР и с тех пор председательствовал на многих торжественных заседаниях академии. В 1929—1934 годах был председателем Российского Палестинского Общества.
В публикациях марристов этого периода его всё чаще называют «великим» и «гениальным», он получает много почётных званий, вплоть до звания «почётного краснофлотца». Подчёркивалась роль Марра в разработке письменности для малых языков СССР (его универсальный «аналитический алфавит», разработанный ещё до революции и введённый в 1923 году для абхазского языка, через несколько лет был отменён из-за практического неудобства), однако фактически вся работа по созданию письменности происходила без участия Марра и его ближайшего окружения. К 45-летию научной деятельности Марр был сначала награждён орденом Ленина (17 октября 1933), а затем ему было присвоено звание заслуженного деятеля науки РСФСР (7 декабря 1933 г.). Этот юбилей прошёл без самого Марра: в октябре 1933 года он перенёс инсульт, прожил после него ещё год, но к работе не возвращался.
По случаю смерти и похорон Марра в Ленинграде были отменены занятия в школах, а траурные мероприятия были сопоставимы с происходившими в память об убитом незадолго до этого Кирове. В рекордные сроки, уже на другой день после кончины Марра, была отпечатана брошюра его памяти. Похоронен на Коммунистической площадке (ныне Казачьем кладбище) Александро-Невской лавры.
После смерти Марра его ученики (прежде всего И. И. Мещанинов), фактически отбросив ненаучное «новое учение», в ключе традиционной науки решали многие задачи, поставленные Марром (типология, исследование синтаксиса, проблема «язык и мышление» и др.).

## Семья
Его жена — Александра Алексеевна Жуковская (1869—1940), сестра востоковеда В. А. Жуковского. Сын — востоковед и поэт-футурист Юрий Марр.

## Наследие
Взгляды Марра подвергались критике грузинским руководством (А. Мгеладзе).
Спустя 15 лет после смерти Марра, 20 июня 1950 года, его учение было развенчано с выходом работы некогда поддерживавшего его И. В. Сталина «Марксизм и вопросы языкознания», а сам он подвергнут официальной критике за «идеализм» в языкознании. В частности, Сталин утверждал, что «Н. Я. Марр действительно хотел быть и старался быть марксистом, но он не сумел стать марксистом».
После 1956 года стало возможно вновь говорить об определённых заслугах Марра как лингвиста (или по крайней мере автора, умевшего интуитивно поставить плодотворные лингвистические проблемы, но не умевшего их решать), стимулировавшего развитие в СССР некоторых дисциплин[как?] (типологии, семантики), были переизданы некоторые его работы по кавказоведению и баскскому языку, но в целом общепризнано, что деятельность Марра (точнее, официальная поддержка её в СССР) сказалась на лингвистике отрицательно.
С именем Марра связано введение в русскоязычной лингвистике так называемых марровских кавычек (‘’), которыми обозначается значение слова (например, «французское cheval ‘лошадь’»).

## Адреса в Петербурге/Петрограде/Ленинграде
- 1897—1900 — Большой проспект Васильевского острова, 26;[19]
- 1900—1918 — 4-я линия Васильевского острова, 7
- 1918 — 20 декабря 1934 — Дом академиков, 7-я линия Васильевского острова, 2/1, лит. А[20].
- Могила Н. Я. Марра (набережная реки Монастырки, Александро-Невская лавра, Коммунистическая площадка, сев.-зап. граница кладбища) — памятник истории местного значения.

## Память
- Почтовая марка Армении к 150-летию Н. Я. Марра
- Почтовая марка Абхазии

- На фасаде Дома академиков в Санкт-Петербурге, расположенном по адресу: 7-я линия Васильевского острова, 2/1, лит. А, в 1949 году была установлена мемориальная доска (архитектор Р. И. Каплан-Ингель) с текстом: «Здесь жил с 1918 по 1934 г. академик Николай Яковлевич Марр. Выдающийся археолог и языковед. 1864—1934»[21][20].
- Именем Марра были названы улицы в столицах Грузии — Тбилиси (Нико Мари), Абхазии — Сухуме и Армении — Ереване.
- Имя носил Институт языка и мышления.

## Сочинения
- Племенной состав населения Кавказа. — 1920
- Яфетический Кавказ и третий этнический элемент в созидании средиземноморской культуры. — 1920
- Яфетическая теория. — 1928
- Вишапы (совместно с Я. И. Смирновым). — 1931
- Марр Н.Я. Кавказский культурный мир и Армения. — Петроград: Сенат. тип., 1915. — 27 с.
- Марр Н.Я. Список рукописей Севанского монастыря. — Москва: тип. М. Бархударян, 1892. — 85 с.
- Марр Н. Я., Орбели И. А. Археологическая экспедиция 1916 года в Ван. — Санкт-Петербург: Академическая тип., 1922. — 146 с.
- Избранные работы, т. 1—5. — М.—Л., 1933—37.
- Яфетидология. — М., 2002.
- Ани, книжная история города и раскопки на месте городища. — М.: Огиз, Гос. социально-экономическое изд-во, 1934.
- Кавказский культурный мир и Армения. — Пг.: Сенатская типография, 1915.
- Армянская культура: её корни и доисторические связи по данным языкознания / [Пер. с арм.] — Ереван: Айастан, 1990. — ISBN 5-540-01085-X.
- История Грузии: Культурно-исторический набросок. По поводу слова прот. И.Восторгова о грузинском народе. — Изд. 2-е. — M.: URSS, 2015. — ISBN 978-5-9710-2057-8.